# Le SuperClub Vidéotron
 (septembre 2018).
Si vous disposez d'ouvrages ou d'articles de référence ou si vous connaissez des sites web de qualité traitant du thème abordé ici, merci de compléter l'article en donnant les références utiles à sa vérifiabilité et en les liant à la section « Notes et références ».
Pour les articles homonymes, voir Vidéotron et Superclub (homonymie).
Le SuperClub Vidéotron, également appelée Vidéotron Le superclub, était une chaîne québécoise de location de films et de jeux vidéo, appartenant à Québecor Média.
Plusieurs succursales proposaient des boutiques de location de jeux pour consoles (Microplay) et certaines hébergeaient une Boutique Vidéotron (vente ou location d'appareils électroniques et de services de téléphonie et de diffusion par câble). La plus grande partie des succursales SuperClub Vidéotron étaient des franchises. Les prix offerts en succursales pouvait différer d'une région à l'autre, mais les promotions étaient souvent offertes à l'ensemble du réseau.
Les principaux produits offerts par Le SuperClub Vidéotron étaient les suivants :
- Films et séries télévisées au format Blu-ray et DVD
- Jeux vidéo
- Appareils électroniques (lecteurs DVD, consoles de jeux vidéo, etc.)

## Historique
Le 5 octobre 1989, la première succursale du SuperClub Vidéotron ouvre à Montréal sur la Rue Jean-Talon. Le concept est inspiré de celui suivi par la Fnac en France qui était de proposer un large ensemble de produits culturels sous le même toit (vidéo, disques compacts et cassettes vidéos, livres et magazines, service de développement de photographies). La chaîne se développait rapidement avec 10 succursales en mars 1992.
En novembre 1994, Vidéotron acquérait les 15 magasins de la chaîne de club vidéo concurrente Vidéo Suprême ce qui portait le nombre de succursale à 58 et faisait du SuperClub Vidéotron la plus grande chaîne de magasins vidéo au Québec.
En novembre 1996, le premier Superclub était ouvert en dehors du Québec à Edmundston (Nouveau-Brunswick) et Vidéotron acquérait les cinq magasins de la chaîne Place Vidéo.
À partir des années 2010, un grand nombre de succursales étaient fermées du fait de la concurrence des services de diffusion en ligne.
Vers la fin de l'année 2019, le site de Vidéotron Le superclub et celui de Microplay fermaient.
En 2021, la dernière succursale en Outaouais et dans le Centre du Québec fermaient ses portes.
En 2023, deux succursales Le Superclub Vidéotron demeuraient ouvertes.
En 2024, les deux dernières succursales fermaient pour devenir des boutiques Vidéotron.

### Identité visuelle (logotype)

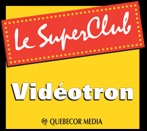
Logo de Le SuperClub Vidéotron de 1989 à 2007 (le nom Québecor Média a été ajouté en 2001 après la vente de Vidéotron à Québecor).
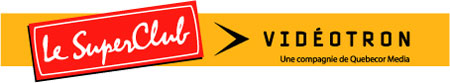
Logo de Le SuperClub Vidéotron de 2007 à 2011.
Logo de Vidéotron le superclub de 2011 à 2017.
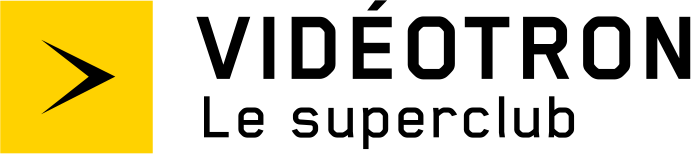
Logo de Vidéotron Le superclub depuis 2017.